# Welttag der Nichtregierungsorganisationen

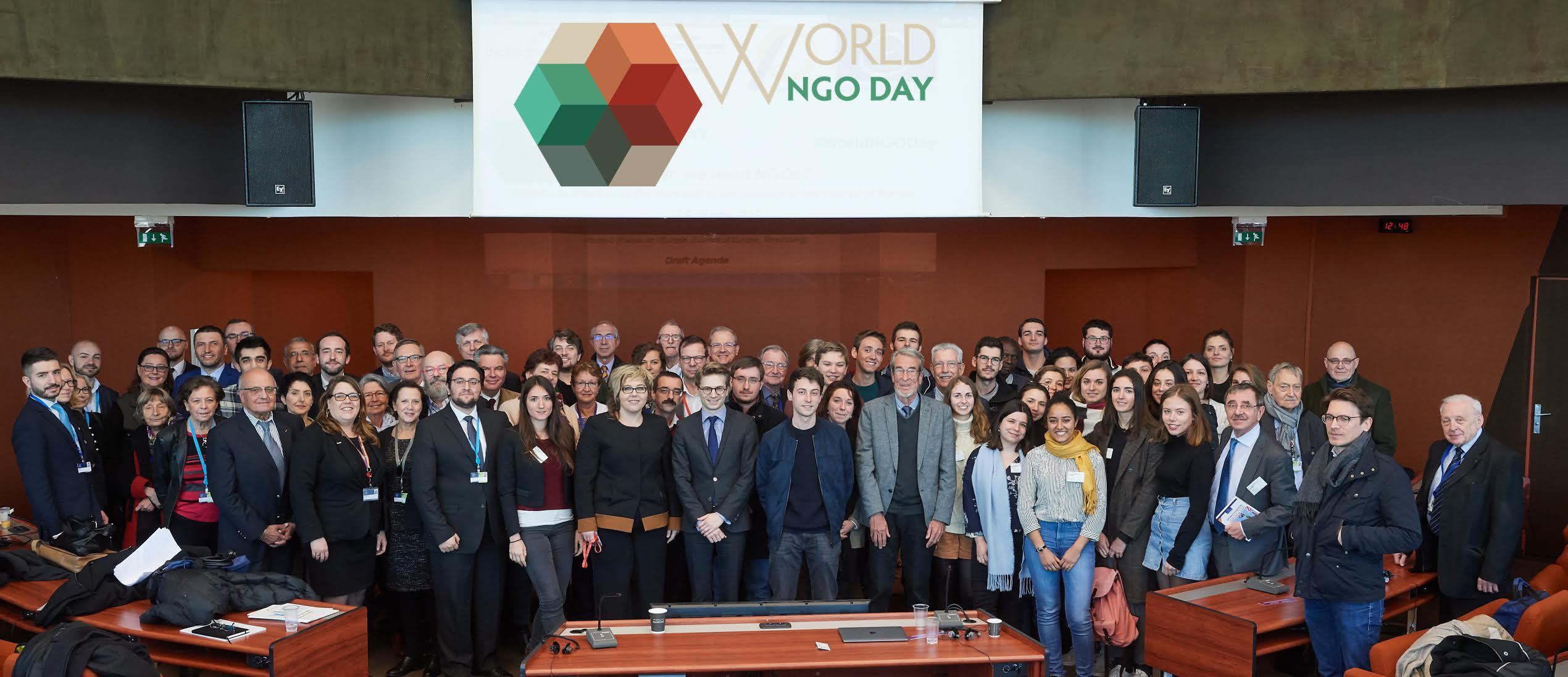
Welttag der Nichtregierungsorganisationen am 27. Februar 2019 im Europarat in Strassburg

Der Welttag der Nichtregierungsorganisationen (Welttag der NRO, englisch World NGO Day) ist ein internationaler Kalendertag, der jährlich am 27. Februar stattfindet. Es wurde zuerst von den 12 Mitgliedsländern des IX. Ostsee NRO-Forums des Rates der Ostseestaaten im Jahre 2010 offiziell anerkannt und erstmals im Jahre 2014 auch von den Vereinten Nationen, von den EU-Führungskräften und internationalen Organisationen notiert.

## Geschichte
Der Welttag der NRO, der 27. Februar, wurde von dem lettisch-britischen humanitären Marcis Liors Skadmanis gegründet. Am 17. April 2010 wurde der Welttag der NRO vom Rat der Ostseestaaten am NRO Forum offiziell anerkannt. Die Mitgliedsländer des Ostsee-NRO-Forums waren Belarus, Dänemark, Estland, Finnland, Deutschland, Island, Lettland, Litauen, Polen, Russland, Norwegen und Schweden.
Am 27. Februar 2014 feierten der Minister für internationale Entwicklung Pekka Haavisto, der Exekutivdirektor des Büros der Vereinten Nationen für Projektdienste (UNOPS) Jan Mattsson, der Europäische Kommissar für Entwicklung Andris Piebalgs, der Generalsekretär des Sekretariats des Nordischen Rates, Britt Bohlin, der stellvertretende UNESCO-Generaldirektor Eric Falt und die Direktorin des Entwicklungsprogramms der Vereinten Nationen (UNDP) Helen Clark, die ehemalige Ministerin für Frauenangelegenheiten des Iran Mahnaz Afkhami und NGO-Führungskräfte, die erste Gedenkveranstaltung des Welttags der NRO in Helsinki, Finnland.

## Beschreibung
Der Welttag der NRO hat zum Ziel, Menschen dazu anzuregen, sich aktiver in NROs zu engagieren, und eine stärkere Symbiose zwischen NROs sowie dem öffentlichen und privaten Sektor zu fördern. Das universelle Konzept des Welttages der NRO ist es, die verschiedenen NROs auf der ganzen Welt und all die Menschen, die dahinter stehen, zu würdigen, an sie zu denken, gemeinsam an Gedenkveranstaltungen teilzunehmen, und mit ihnen zusammenzuarbeiten.
Der Welttag der NRO ist zugleich für alle NRO auf der ganzen Welt ein Tag, an dem sie Wissen und Erfahrungen untereinander austauschen können. Ziel ist es, weltweit einzelne Personen über NRO und deren Auswirkungen aufzuklären. Der Welttag der NRO bietet die Möglichkeit, NRO-Gründer, Mitarbeiter, Freiwillige, weitere Mitglieder und Unterstützer zu ehren und auf sie aufmerksam zu machen.

## Auf der ganzen Welt
Der Welttag der NRO, an dem Unterstützer des NRO-Sektors, internationale und staatliche Führungskräfte, multilaterale und bilaterale Organisationen, privatwirtschaftliche Unternehmen, Gemeinschaften, Lehrer, Lernende und Experten auf diesem Gebiet teilnehmen, wird jedes Jahr von Neuseeland und Australien bis Nord- und Südamerika begangen. In den Jahren 2010 bis 2018 fand der Welttag der NRO in 89 Ländern auf sechs Kontinenten statt.